# Ortalacris azurescens
Ortalacris azurescens är en insektsart som beskrevs av Marius Descamps och Christiane Amédégnato 1972. Ortalacris azurescens ingår i släktet Ortalacris och familjen gräshoppor.

## Underarter
Arten delas in i följande underarter:
- O. a. azurescens
- O. a. vallensis